# Supercoppa francese 2015 (pallavolo femminile)
La Supercoppa francese 2015 si è svolta il 22 dicembre 2015: al torneo hanno partecipato due squadre di club francesi e la vittoria finale è andata per la prima volta al Entente Sportive Le Cannet-Rocheville Volley-Ball.

## Regolamento
Le squadre hanno disputato una gara unica.

## Squadre partecipanti
| Squadra   | Qualificazione                      | Ultima partecipazione |
| --------- | ----------------------------------- | --------------------- |
| RC Cannes | Vincitrice Ligue A 2014-15          | Debutto               |
| Le Cannet | Vincitrice Coppa di Francia 2014-15 | Debutto               |

## Torneo
| 22 dicembre 2015 Salle Charléty, Parigi Durata: 2h:07 - Spettatori: ? | RC Cannes | 2 - 3 | Le Cannet | 25-18, 23-25, 23-25, 25-23, 13-15 |